# Abutilon darwinii
Abutilon darwinii es una especie de planta con flor nativa de Brasil. 

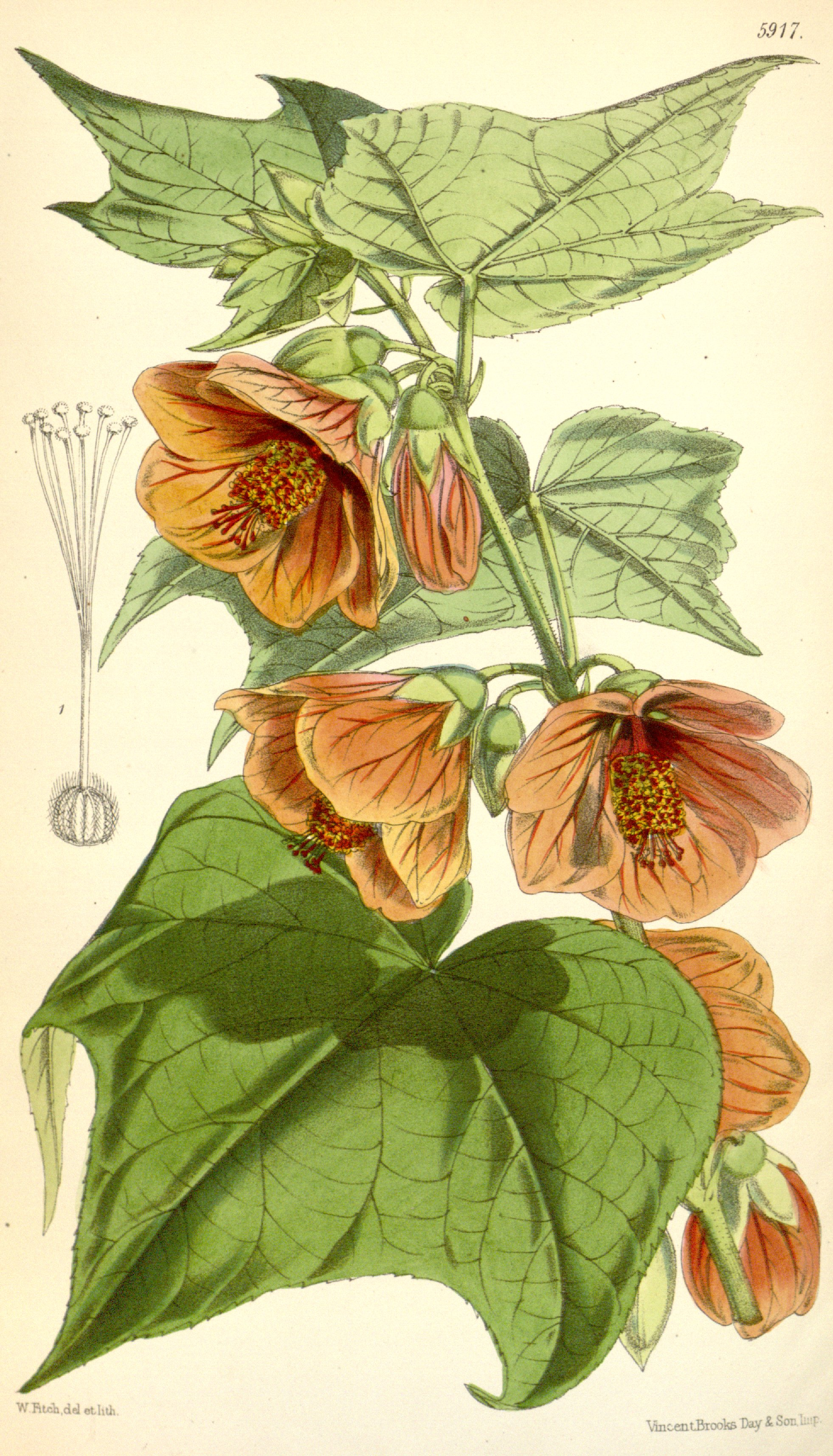
Ilustración

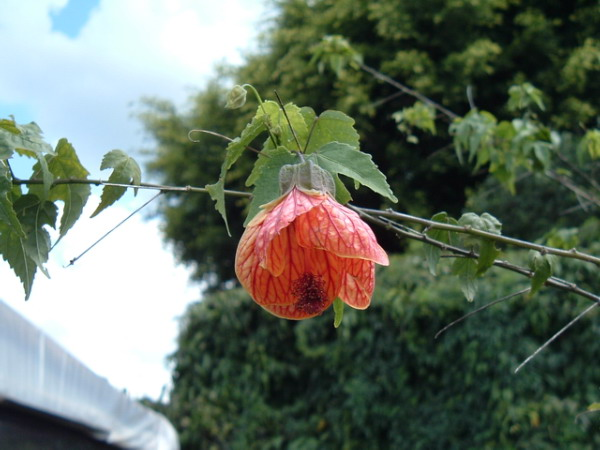
Flor

## Descripción
Es un arbusto que alcanza los 2 m de altura y presenta flores rojo anaranjadas. Las hojas son anchamente ovadas a suborbiculares, cordadas en la base, usualmente 3-(5) lobuladas, a 1/4 -1/2 de radio, crenadas o serradas, de 6-15-(18) cm de largo; peciolos de 2-20 cm de largo. Las estípulas son angostas, oblongas a lanceoladas, de 6-12 mm de largo. Es una especie caducifolia. Las flores son axilares, usualmente solitaras o en fascículos 2-3-floros; los pedicelos son de 2 dm de largo; el cáliz es campanulado; los dientes del cáliz son mucho más grandes que el tubo de la corola, triangulares, acuminados, densamente vestidos con pelos estelados, más o menos erectos al fructificar. Los pétalos son amarillos a naranja o escarlatas, a veces con venas más oscuras, de 3-6 cm de largo. El fruto presenta 10 celdas y se hallan cubiertos de pelos. Las semillas son castañas, pilosas, partivularias en el reverso, de 3 mm de diámetro.

## Usos
Es una popular planta ornamental en regiones cálidas de clima húmedo.

## Taxonomía
Abutilon darwinii fue descrita por Joseph Dalton Hooker y publicado en Botanical Magazine t. 5917. 1871.
Etimología
Abutilon: nombre genérico que podría derivar del árabe abu tilun, nombre de la "malva índica".
darwinii: epíteto otorgado en honor del naturalista inglés Charles Darwin.
Sinonimia
- Abutilon darwinii var. trinerve Regel[4]